# Carlos Chivite
Carlos Chivite Cornago (Cintruénigo, 22 de agosto de 1956 – Pamplona, 31 de março de 2008) foi um político navarro perteneciente ao Partido Socialista de Navarra (PSN-PSOE).